# Сан-Франческо-а-Рипа
Сан-Франческо-а-Рипа (итал. San Francesco d' Assisi a Ripa Grande — «Церковь Святого Франциска Ассизского на крутом большом берегу») — титулярная церковь в Риме, в районе Трастевере. Посвящена святому Франциску Ассизскому, который останавливался в соседнем монастыре во время пребывания в Риме. Расположена неподалёку от правого берега Тибра (Ripa Grande), ранее река подходила ближе и в этом месте находился речной порт (Porto Ripa Grande). На площади перед церковью находится ионическая колонна из раскопок этрусского города Вейи, воздвигнутая Папой Пием IX.

## История

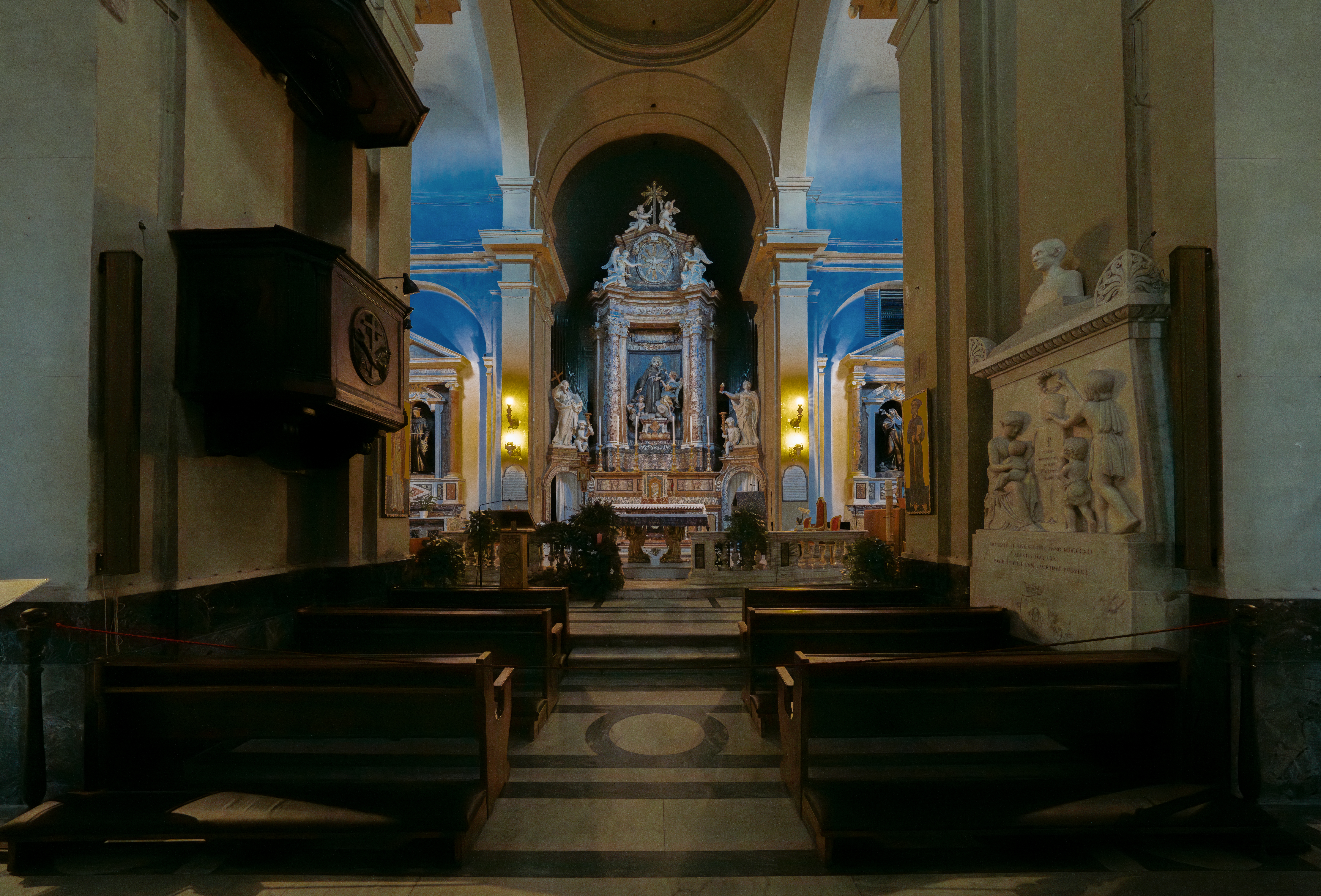
Интерьер главного нефа

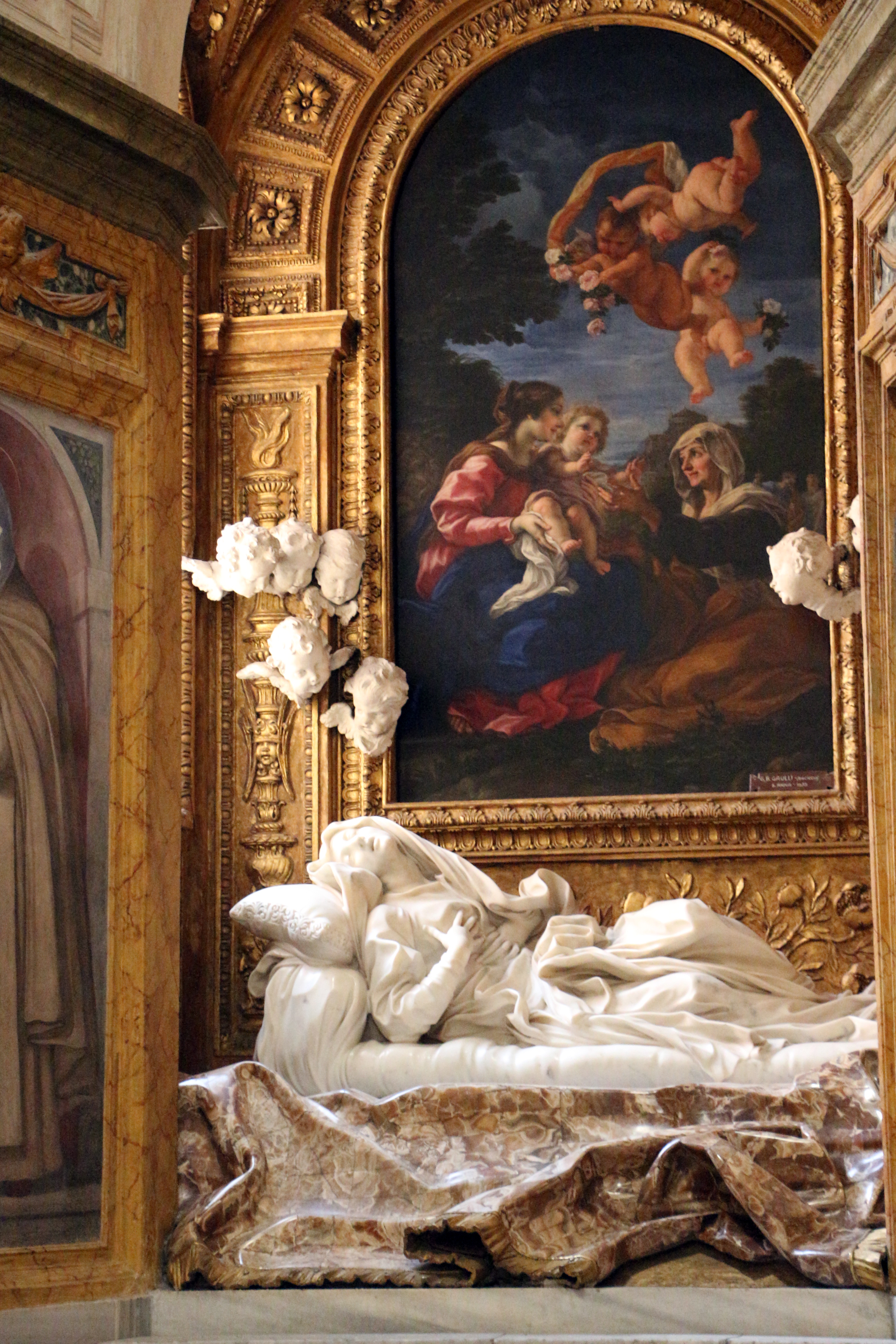
Капелла Палуцци-Альбертони. Архитектор Дж. Мола. Скульптор Дж. Л. Бернини. Алтарная картина «Мадонна с Младенцем и Святой Анной. Дж. Б. Гаулли (Баччичьо)

История церкви связана с францисканским монастырём, к которому в 1231 году была присоединена церковь святого Власия Севастийского (San Biagio). Строительство трёхнефной базилики начал в 1231 году один из последователей Святого Франциска, Родольфо Ангвиллара. Портрет Родольфо в одеянии францисканца можно увидеть на его надгробии.
Церковь была украшена фресками, представляющими эпизоды жизни Святого Франциска, созданными Пьетро Каваллини (фрески не сохранились). Эта работа, вероятно, послужила прототипом знаменитого цикла росписей «Легенда о Святом Франциске» Джотто ди Бондоне в верхней церкви базилики Сан Франческо в Ассизи. Строительство современной церкви было начато в 1603 году по проекту архитектора Онорио Лонги, начиная с апсиды. Фасад был завершен в 1681—1701 годах Маттиа де Росси. С 1873 по 1943 год церковь использовалась в качестве казармы берсальеров.

## Интерьер

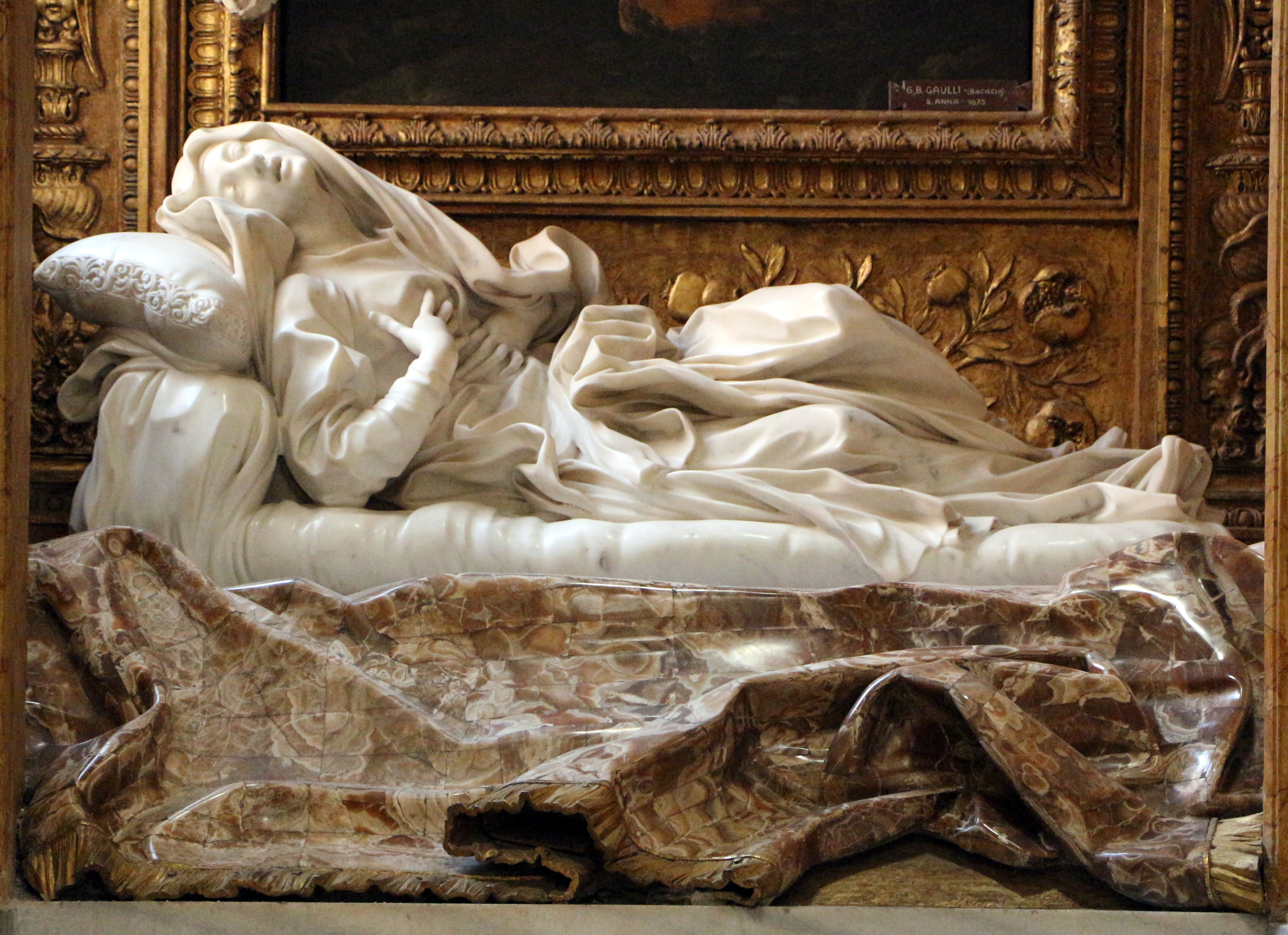
Дж. Л. Бернини. Композиция «Экстаз Блаженной Людовики Альбертони». 1671—1674

Интерьер церкви, её апсида, трансепт и боковые капеллы нефов хранят многие реликвии и произведения искусства. В келье, где, согласно преданию, жил Франциск, хранится чёрный камень, который святой использовал как подушку. В саду монастыря растет апельсиновое дерево, которое по традиции посадил Святой Франциск.
В трансепте находится капелла Роспильози-Паллавичини, начатая Николо Микетти и завершённая Людовико Рускони в 1725 году. В апсиде имеются фрески работы Томмазо Киаро. Изображены Сан-Пьетро-д’Алькантара и Сан-Паскуале-Байон, надгробия Стефано и Ладзаро Палавичини, Марии Камиллы и Джамбаттиста Роспильози, основанные на проектах Микетти. Главный алтарь был завершен в 1746 году. Образ святого Франциска приписывается фра Диего да Карери, алтарная картина «Святая Троица» создана Парисом Ногари.
В левом трансепте находится капелла Палуцци-Альбертони, спроектированная Джакомо Мола в 1622—1625 годах. Капелла хранит главное художественное сокровище церкви: скульптурное надгробие «Экстаз Блаженной Людовики Альбертони» (1671—1674). Это произведение было создано выдающимся скульптором эпохи римского барокко Джованни Лоренцо Бернини по заказу кардинала Паллуцци дельи Альбертони. Кардинал являлся дальним родственником святой Людовики, канонизированной в 1671 году.
Скульптура считается последней работой 71-летнего художника. Её часто сравнивают с другим шедевром Бернини — композицией «Экстаз святой Терезы» в римской церкви Санта-Мария-делла-Витториа (1645—1652). Позади скульптуры находится картина Джованни Баттисты Гаулли с изображением Девы Марии с Младенцем и Святой Анны. По сторонам — скульптурные головки херувимов. Из невидимого зрителю окна слева льются потоки света, которые усиливают мистическое впечатление от скульптуры из белоснежного отполированного каррарского мрамора и цветного мрамора покрывала саркофага. На боковых пилонах, предваряющих капеллу, расположены фрески с изображениями святой Клары Ассизской и самой блаженной Людовики, дающей милостыню нищему.
В третьей капелле слева находится бюст Лауры Франджипани, созданный Андреа Больджи (1637), бюст Орацио Маттеи, приписываемый Лоренцо Оттони. Во второй капелле фрески Джованни Баттиста Риччи. В центре Благовещение (1535) Франческо Сальвиати. Надгробие Джузеппе Паравичини, предка императора Франции Наполеона I, создано Камилло Рускони. В первой капелле находится картина Мартина де Воса (1555), справа — Успение Антонио делла Корна, слева — «Рождение Девы Марии» Симона Вуэ (1620).

## Титулярная церковь
Церковь Сан-Франческо-а-Рипа является титулярной церковью, кардиналом-священником с титулом церкви Сан-Франческо-а-Рипа с 21 февраля 1998 года является мексиканский кардинал Норберто Ривера Каррера.